# FK Šumadija
Der FK Šumadija (vollständiger offizieller Name auf Serbisch: Фудбалски клуб Шумадија, Fudbalski klub Šumadija) ist ein serbischer Fußballverein aus der Stadt Kragujevac. Der 1903 von Danilo Stojanović, einem der bekanntesten Wegbereiter des serbischen Fußballs, gegründete Verein gehört neben dem BASK und FK Bačka 1901 zu den drei ältesten noch bestehenden Fußballvereinen Serbiens. In seiner über 110-jährigen Geschichte hat der FK Šumadija – anders als die meisten heute höherklassig spielenden Vereine – nie seinen Namen geändert.

## Geschichte

### Vereinsgründung
Als der Verein am 14. September 1903 auf Initiative des damals 24-jährigen Danilo Stojanović unter seinem heutigen Namen in Kragujevac gegründet wurde, war das Team neben dem SK Soko, heute FK BASK, erst der zweite Fußballverein im Königreich Serbien. Somit zählt er zu den Pioniermannschaften des in dieser Zeit noch recht wenig verbreiteten Fußballsports in Serbien. Als Student in Mittweida erlernte er im damaligen Deutschen Reich das Fußballspielen bei einem polnischen Verein namens „Wisła“.
Stojanović war so begeistert vom Fußball, dass für ihn damals schon feststand, die neue Sportart ebenfalls in seiner Heimat einzuführen. Dazu brachte er die ersten Fußbälle aus Deutschland nach Kragujevac mit. Nach seiner Rückkehr war er zuerst als Lehrer an einer Schule tätig. Dort lehrte er die Schüler auch das Fußballspielen. Stojanović wurde Spielertrainer sowie erster gewählter Vereinspräsident des Vereins und schlug auch dessen Namen vor. Der Name Šumadija steht für eine stark bewaldete Region, daher kommt auch der Name des Vereins, da „Šuma“ im Serbischen Wald bedeutet. Die Stadt Kragujevac gilt heute noch als das Zentrum dieser Region.

### Erste Begegnungen
Nachdem der FK Šumadija seine Spiele zuvor auf der städtischen Spielwiese „Vašarište“ absolviert hatte, wurde auf Initiative des Vereins am 6. Mai 1904, mit dem ersten offiziellen Spiel des Vereins, der erste Fußballplatz Serbiens in Kragujevac eröffnet. Das Eröffnungsspiel fand zwischen zwei Mannschaften des Vereins am Đurđevdan, in Gedenken des Ersten Serbischen Aufstandes gegen die osmanische Okkupation vor einhundert Jahren, statt und endete mit einem 1:0-Sieg für die A-Mannschaft. Unabhängig voneinander fand am selben Tag in Belgrad das erste offizielle Spiel des SK Soko statt.
Am darauffolgenden Pfingstmontag fand in Belgrad das erste Aufeinandertreffen zwischen den beiden Mannschaften statt, welches der FK Šumadija mit 0:9 verlor. Dieses Spiel war die erste offizielle Begegnung zwischen zwei serbischen Fußballvereinen, die auch der Kronprinz Đorđe Karađorđević verfolgte. Das Rückspiel in Kragujevac fand im September desselben Jahres statt und endete mit einer 5:1-Niederlage für den Gastgeber FK Šumadija.
Danilo Stojanović sollte drei Jahre bleiben, dann zog er 1906 nach Belgrad, wo er beim SK Soko spielte. Gleichzeitig wechselte Sevan Stevanović, Sohn eines wohlhabenden Konservenfabrikinhabers und Gründungsmitglied des SK Soko, zum FK Šumadija. Er übernahm für insgesamt vier Jahrzehnte die Vereinsführung. Den ersten Sieg holte man 1907 in Aleksinac gegen den FK Deligrad, den man in einem Freundschaftsspiel mit 5:0 besiegte. Im selben Jahr spielte man auch gegen den FK Bačka 1901 in Subotica.
Subotica stand damals noch unter österreich-ungarischer Verwaltung, die nicht allen Spielern des FK Šumadija die Einreise erlaubte, davon war auch Sevan Stevanović betroffen. So trat man zunächst nur mit acht Spielern an und verlor mit 1:5. Der Ehrentreffer fiel in der zweiten Halbzeit, als der FK Bačka drei seine Spieler den Gästen zur Verfügung stellte. Die Revanche fand im selben Jahr in Belgrad statt. Ausgetragen wurde die Begegnung auf dem Spielfeld des Srpski mač. Dieser Verein entstand 1905 als Fußballabteilung eines Fechtvereins und wurde 1906 ein unabhängiger Fußballverein. Auch das zweite Spiel verlor man, diesmal mit 1:3.

### Weiterentwicklung
In den folgenden Jahren entwickelte sich der FK Šumadija zu den führenden Vereine des Landes. Als das nationale Olympische Komitee in Belgrad das erste Turnier des Landes organisierte, erreichte der Verein das Finale. Es wurde am 11. Mai in „Košutnjak“ auf dem Spielfeld des BSK ausgetragen, das der SK Velika Srbija mit 3:1 für sich entscheiden konnte. Nach dem Ersten Weltkrieg konnte der FK Šumadija nicht mehr an die alte Entwicklung anknüpfen und spielte fortan überwiegend in den unteren Ligen des Landes.

## Ehemalige bekannte Spieler
- Danilo Stojanović